# Ullastret
Ullastret – gmina w Hiszpanii, w prowincji Girona, w Katalonii, o powierzchni 11,02 km². W 2011 roku gmina liczyła 287 mieszkańców.